# Estheria
Estheria är ett släkte av tvåvingar. Estheria ingår i familjen parasitflugor.

## Dottertaxa tillEstheria, i alfabetisk ordning[1][2]
- Estheria abdominalis
- Estheria acuta
- Estheria albipila
- Estheria alticola
- Estheria angustifrons
- Estheria atripes
- Estheria bohemani
- Estheria bucharensis
- Estheria cinerea
- Estheria cinerella
- Estheria cristata
- Estheria crosi
- Estheria flavipennis
- Estheria graeca
- Estheria iberica
- Estheria intermedia
- Estheria lacteipennis
- Estheria latigena
- Estheria lesnei
- Estheria litoralis
- Estheria maculipennis
- Estheria magna
- Estheria magnum
- Estheria microcera
- Estheria nigripes
- Estheria notopleuralis
- Estheria pallicornis
- Estheria petiolata
- Estheria picta
- Estheria simonyi
- Estheria tatianae
- Estheria tibialis
- Estheria turneri
- Estheria vicina